# Blindspotting (serie de televisión)
Blindspotting es una serie de televisión estadounidense de comedia dramática, que se estrenó en Estados Unidos en Starz el 13 de junio de 2021. La serie es una adaptación y continuación de la película del mismo nombre del 2018 de Carlos López Estrada. La serie está protagonizada por Jasmine Cephas Jones que repite su papel de la película, que se ve obligada a mudarse con la madre de su novio tras su detención. La serie es producida por Lionsgate Television en colaboración con Snoot Entertainment y Dreams with Friends Inc..

## Sinopsis
Seis meses después de los eventos de la película del mismo nombre, la pareja de Ashley durante 12 años y el padre de su hijo, Miles es encarcelado repentinamente, y la situación la deja atravesando una crisis existencial caótica y humorística cuando ella y su hijo Sean se ven obligados a mudarse con la madre y la media hermana de Miles.

## Elenco y personajes

### Principales
- Jasmine Cephas Jones como Ashley
- Jaylen Barron como Trish
- Candace Nicholas-Lippman como Janelle
- Benjamin Earl Turner como Earl
- Atticus Woodward como Sean

### Recurrentes
- Helen Hunt como Rainey
- Rafael Casal como Miles
- Justin Chu Cary como Rob
- April Absynth como Jacque
- Margo Hall como Nancy
- Andrew Chapelle como Scotty
- Lil Buck como Buck
- Jon Boogz com Boogz

## Episodios
| N.º | Título                 | Dirigido por    | Escrito por                 | Fecha de emisión original | Audiencia (millones) |
| --- | ---------------------- | --------------- | --------------------------- | ------------------------- | -------------------- |
| 1   | «The Ordeal»           | Seith Mann      | Rafael Casal & Daveed Diggs | 13 de junio de 2021       | 0,060                |
| 2   | «Smashley Rose»        | Seith Mann      | Rafael Casal & Daveed Diggs | 20 de junio de 2021       | 0,040                |
| 3   | «The Rule of Three»    | Aurora Guerrero | Priscilla Garcia-Jacquier   | 27 de junio de 2021       | 0,050                |
| 4   | «The Four Hustlateers» | Aurora Guerrero | Rafael Casal & Daveed Diggs | 4 de julio de 2021        | 0,051                |
| 5   | «Beaches Be Trippin»   | Erin Feeley     | Alanna Brown                | 18 de julio de 2021       | 0,140                |
| 6   | «Ghost Dad»            | Pete Chatmon    | Nijla Mu'min                | 25 de julio de 2021       | 0,088                |
| 7   | «Seannie Darko»        | —               | —                           | 1 de agosto de 2021       | —                    |
| 8   | «Bride or Die»         | —               | —                           | 8 de agosto de 2021       | —                    |

1. 1 2  Está previsto que este episodio se estrene en el Festival de cine de Tribeca el 11 de junio de 2021, antes de sus estrenos semanales en Starz.[3]

## Producción

### Desarrollo
En septiembre de 2020, se anunció que Starz había ordenado una serie derivada basada de la película del mismo nombre, de Carlos López Estrada, con Jasmine Cephas Jones como la protagonista y para producir con Daveed Diggs y Rafael Casal sirviendo como productores ejecutivos y guionistas en la serie. Las compañías de producción involucradas en la serie incluyen a Lionsgate Television, Snoot Entertainment, and Barnyard Projects.

### Casting
En diciembre de 2020, se anunció que Benjamin Earl Turner, Atticus Woodward, Jaylen Barron, Candace Nicholas-Lippman y Helen Hunt se unieron al elenco principal, mientras que Rafael Casal y Justin Chu Cary se unieron al elenco recurrente de la serie.

## Lanzamiento
La serie se estrenó mundialmente en el Festival de cine de Tribeca el 11 de junio de 2021. La serie se estrenaró el 13 de junio de 2021 en Estados Unidos y Canadá en Starz.

### Distribución
La serie se lanzó a nivel mundial el 13 de junio de 2021 en STARZPLAY.

## Recepción
En el sitio web del agregador de reseñas Rotten Tomatoes, la serie tiene un índice de aprobación del 100%, basándose en 24 reseñas con una calificación media de 7,55/10. El consenso de la crítica dice: «Blindspotting, la rara adaptación que supera a su material de origen, aborda hábilmente las complicadas construcciones sociales con un toque de comedia, creando una serie que es tan divertida como conmovedora a la vez que da a su increíble conjunto -liderado por la cautivadora Jasmine Cephas Jones- mucho espacio para brillar». En Metacritic, tiene una puntuación media ponderada de 76 sobre 100 basada en 15 reseñas, lo que indica «reseñas generalmente favorables».